# Richey Edwards
Richard James Edwards (Blackwood, 22 de dezembro de 1967 — Ponte do Severn, c. 1 de fevereiro de 1995) foi guitarrista e compositor da banda galesa de rock alternativo Manic Street Preachers. Era conhecido pelas suas letras intelectuais e de índole política. Este fator, associado ao seu carácter enigmático e eloquente, asseguraram-lhe um estatuto de ícone. Foi considerado um dos principais letristas de sua geração. 

## Vida e Carreira
Richard James Edwards nasceu e foi criado em Blackwood, País de Gales, ele tinha uma irmã chamada Rachel. Estudou na Oakdale Comprehensive School, onde conheceu seus futuros colegas de banda, e depois na Universidade de Gales, em Swansea, formando-se em história política.
Edwards foi um dos membros fundadores dos Manic Street Preachers, inicialmente atuando como motorista e roadie, mas logo se tornou o principal letrista e designer da banda. Ele contribuiu com cerca de 80% das letras do álbum "The Holy Bible" e foi uma figura importante na criação do estilo e conteúdo da banda. Apesar de pouco interessado na guitarra, ele tinha uma forte presença criativa.
Ele sofria de depressão severa, automutilação, insônia e ingeria álcool para dormir. Em 1991, demonstrou sua dor ao esculpir "4 Real" no antebraço. Sua saúde mental afetou sua carreira, levando-o a se internar em hospitais antes do lançamento do álbum "The Holy Bible" em 1994. Sua última apresentação ao vivo foi em dezembro de 1994, e ele deu sua última entrevista em janeiro de 1995.

## Desaparecimento e Morte presumida
Rickey desapareceu no dia 1 de fevereiro de 1995, tendo sido encontrado o seu carro junto à Ponte do Severn, conhecida por ser procurada por suicidas.Foi declarado morto em novembro de 2008.

## Discografia
- Generation Terrorists (1992)
- Gold Against the Soul (1993)
- The Holy Bible (1994)
- Everything Must Go (1996)
- Journal for Plague Lovers (2009)